# Васильдол
Васильдол — село в Новооскольском районе Белгородской области. Центр Васильдольского сельского поселения.

## География
Находится в центральной части Белгородской области, в лесостепной зоне, в пределах юго-западного склона Среднерусской возвышенности, на расстоянии примерно 30 километров (по прямой) к востоку-северо-востоку от города Новый Оскол, административного центра района.

### Климат
Климат характеризуется как умеренно континентальный, с относительно мягкой зимой и тёплым продолжительным летом. Среднегодовая температура воздуха — 5,4 °C. Средняя температура воздуха самого холодного месяца (января) — −9,2 °C; самого тёплого месяца (июля) — 16,4 — 24,3 °C. Безморозный период длится в среднем 155—160 дней. Годовое количество атмосферных осадков — 527—595 мм, из которых большая часть выпадает в тёплый период.

## Топоним
По одной из версий название Васильдол происходит от имени беглого крепостного Василия Долгого, который первым обосновался в этих местах. К Василию Долгому потянулись новые беженцы, такие же крепостные, как и он сам. Прошли годы, и тридцать семей составили поселение, которое стало называться Васильевым Долом.

## История
Село Васильдол основано в XV веке.
Село Васильдол принадлежало Великомихайловской волости Новооскольского уезда Курской губернии. Крестьяне села считались государственными.
В 1877 году в Васильдоле была открыта земская школа с трёхлетним образованием. Позже была открыта ещё одна школа — церковно-приходская.
В 1918 году в селе был организован комитет бедноты, а также были созданы первые Советы.
В 1929 году в селе началась коллективизация. В 1930—1931 гг. в селе образовалось 5 колхозов: имени «50-летия Ворошилова», имени «Кирова», имени «Куйбышева», «Молодая Гвардия» и «Красный Октябрь».
С июля 1942 по 28 января 1943 года Васильдол находился в оккупации.
В 1976 году, в память погибших земляков в Великую Отечественную войну, был установлен памятник.

## Население
| 2002 | 2010 |
| ---- | ---- |
| 651  | ↘578 |

## Инфраструктура
Основа экономики — сельское хозяйство.
Васильдольская школа.

## Транспорт
Село доступно автотранспортом. Остановки общественного транспорта «Васильдольская школа», «Васильдол».